# Доротеа
Доротеа (швед. Dorotea) — містечко (tätort, міське поселення) у північній Швеції в лені  Вестерботтен. Адміністративний центр комуни Доротеа.

## Географія
Містечко знаходиться у південній частині лена  Вестерботтен за 540 км на північ від Стокгольма.

## Історія
Поселення виникло 1713 року, коли перший поселенці Йон Ерсон Кервалайнен і його дружина переїхали до табору саамі, пізніше відомого як Svanavatten («Лебедина вода»). До кінця століття це село розрослося до 41 будинку, а жителі прагнули побудувати каплицю. Місце було обране під назвою Бергваттнет (Bergvattnet).
21 травня 1799 року село Бергваттнет було перейменовано в Доротею, на честь королеви Швеції Фредеріки Доротеї Вільгельміни.

## Герб міста
Герб торговельного містечка (чепінга) Доротеа отримав королівське затвердження 1949 року.
Ландскомуна Доротеа отримала герб королівським затвердженням 1945 року. У 1974—1979 роках входила до складу комуни Оселе і цей герб не використовувався. Після поновлення комуни 1980 року їй повернули й герба, перереєстрованого 1989 року.
Сюжет герба: у золотому полі спинається червоний ведмідь із синім язиком і пазурами, у червоній главі — відкрита золота корона.
Ведмідь є представником місцевої фауни. Саме звідси ведмедів постачали до Скансена. Корону додано на честь короля Густава IV Адольфа, який надав назву цьому поселенню.
Після адміністративно-територіальної реформи, проведеної в Швеції на початку 1970-х років, муніципальні герби стали використовуватися лишень комунами. Цей герб був 1971 року перебраний для нової комуни Доротеа.

## Населення
Населення становить 1 364 мешканців (2018).

## Спорт
У поселенні базуються футбольний клуб Доротеа БК та спортивний клуб Доротеа ІФ, який має секції футболу, флорболу та інших видів спорту.

## Покликання
- Сайт комуни Доротеа [Архівовано 19 жовтня 2020 у Wayback Machine.]